# Cenerentola '80
Cenerentola '80 è un film del 1984 diretto da Roberto Malenotti.
Del film, che ha come protagonisti Bonnie Bianco e Pierre Cosso, esiste una versione televisiva trasmessa in due puntate su Rai 2

## Trama
Cindy è figlia adulterina della "colpa di suo padre", come suole chiamarla la cattiva matrigna con cui vive a New York insieme a due sorellastre e al padre, pizzaiolo napoletano. Madre e figlie partono allora per l'Italia, sarà una vacanza di studio, dal momento che le due predilette frequenteranno l'accademia musicale di Santa Cecilia. Il padre convince la famiglia ad accettare in compagnia anche Cindy.
Durante il viaggio Cindy conosce un ragazzo italiano, venuto in America come cantante. Lei stessa lo è, oltre che ballerina ma senza tante ambizioni tuttavia con tanti sogni di successo nel cassetto.
Senza che lei sappia nulla della condizione sociale di lui, iniziano a vivere da buoni amici a Roma. Mizio, così si fa chiamare, è in realtà un principe: figlio di un nobile padre, non vuole saperne di accettare l'investitura all'incarico che il genitore gli vuole addossare in eredità. Egli ama vestire casual, esibirsi in discoteca come cantautore e coltivare la sua amicizia con Cindy. Quest'ultima prova l'ebbrezza delle sue notti romane, resta coinvolta involontariamente in spiacevoli disavventure, tanto da venir minacciata di forzato rimpatrio. Dai pasticci la libererà allora Mizio, che a sua volta, come ricatto necessariamente accettato, deve accettare l'investitura disprezzata e derisa di Gran Cerimoniere. Cindy partecipa, con l'aiuto ed i consigli disinteressati di una maga romana, al gran ballo di palazzo organizzato dal padre di lui, il quale ha avuto la felice idea di invitarvi anche la cattiva matrigna con relative figlie, quest'ultima nello speranzoso desiderio di impalmare qualche principe romano ancora disponibile con loro. Cindy scopre soltanto allora la vera identità di Mizio celata fino ad allora. Irritazione e fuga dal palazzo con prevedibile perdita, riappacificazione finale dopo la necessaria spiegazione tra i due innamorati, concludono la rivisitazione moderna della bella favola immortale. Ai due si apre un futuro di successo come cantanti.